# Mạc Thái Tổ
Mạc Thái Tổ, zijn persoonlijke naam was Mạc Đăng Dung (1483 - 1541), was keizer van de Vietnamese Mac-dynastie (1527-1593). Voorheen was hij kapitein van de keizerlijke garde van een van de keizers van de Lê-dynastie, maar hij klom geleidelijk op tot een positie van grote macht. Mạc Đăng Dung zette uiteindelijk de laatste Lê-monarch af, executeerde Lê Chiêu Tông en Lê Cung Hoàng en werd zelf een monarch.